# Phytomyza umbelliferarum
Phytomyza umbelliferarum är en tvåvingeart som beskrevs av Friedrich Georg Hendel 1935. Phytomyza umbelliferarum ingår i släktet Phytomyza och familjen minerarflugor.
Artens utbredningsområde är Spanien. Inga underarter finns listade i Catalogue of Life.